# Athyreus hypocritus
Athyreus hypocritus är en skalbaggsart som beskrevs av Henry Fuller Howden och Martinez 1978. Athyreus hypocritus ingår i släktet Athyreus och familjen Bolboceratidae. Inga underarter finns listade.